# 세디니
세디니(Sedini, 언어 오류(sdc): Séddini)는 이탈리아 사르데냐 주 사사리도에 위치한 코무네이다. 칼리아리에서 북쪽으로 약 180 킬로미터 (110 mi), 사사리 (사르데냐)에서 북동쪽으로 약 25 킬로미터 (16 mi) 떨어져 있다. 앙글로나 전통 하위 지역의 일부이다.
세디니는 다음 지방 자치 단체와 접해 있다: 불치, 카스텔사르도, 라에루, 눌비, 산타마리아코기나스, 테르구, 발레도리아.

## 주요 볼거리
- 1122년 이전에 지어진 산 니콜라 디 실라니스 교회